# 春岳山
春岳山（はるたけやま）は、大山からヤビツ峠に下るイタツミ尾根からやや外れた所に位置する標高949mの山である。丹沢大山国定公園内にあり、行政区画は神奈川県秦野市に属す。
主な登山口はヤビツ峠。